# Transporte público gratuito

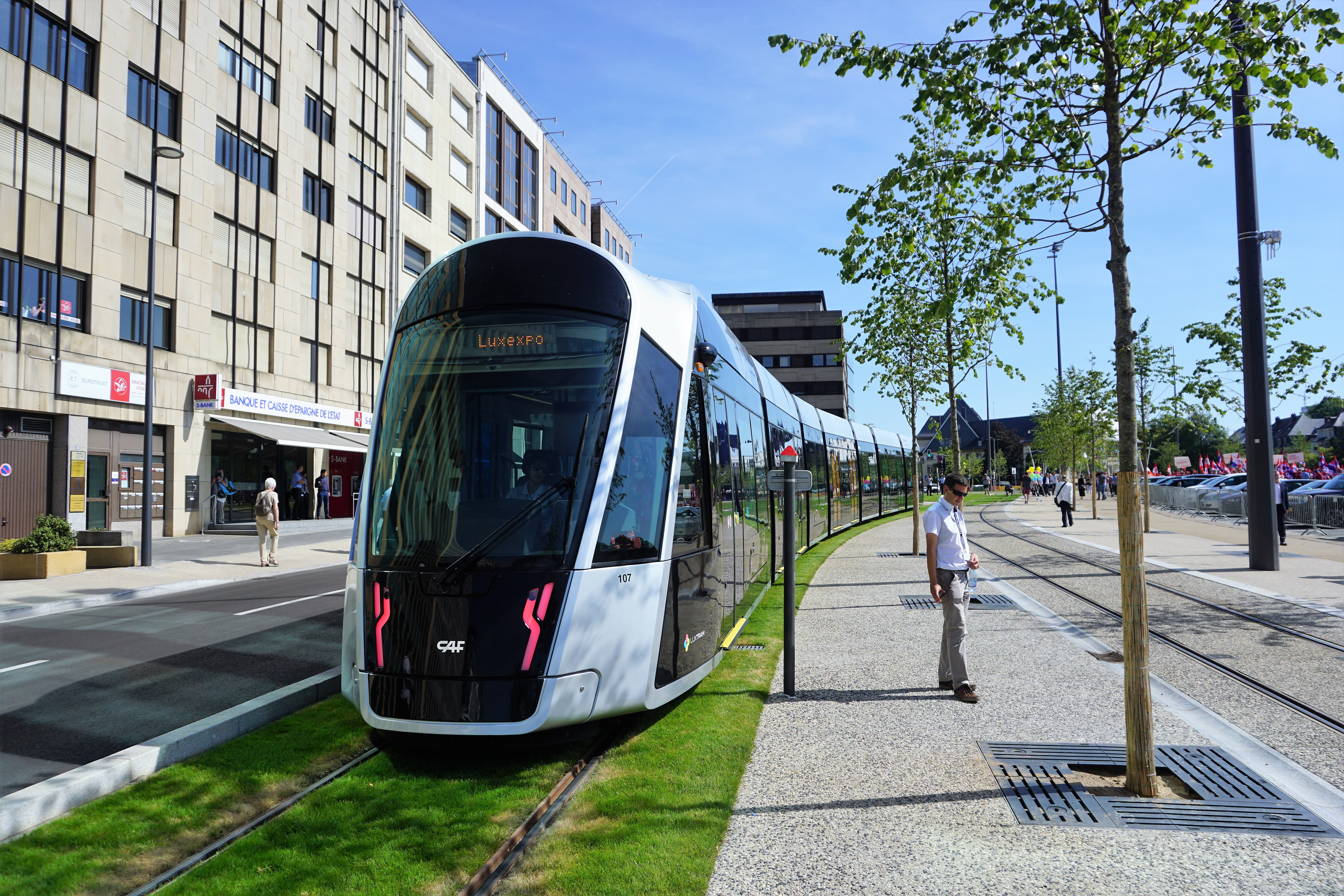
En 2020, Luxemburgo se convirtió en el primer país del mundo en proporcionar transporte público gratuito en la totalidad del territorio.

El transporte público gratuito, a menudo llamado transporte público libre de tarifas o transporte público de tarifa cero, se refiere al transporte público financiado en su totalidad por medios distintos a la recolección de tarifas de pasajeros. Puede ser financiado por el gobierno nacional, regional o local a través de impuestos o por el patrocinio comercial de las empresas. Es diferente al concepto de "free-ness", que puede tomar otras formas, como el acceso sin tarifa a través de una tarjeta que puede o no ser pagada en su totalidad por el usuario.
El 29 de febrero de 2020, Luxemburgo se convirtió en el primer país del mundo en hacer que todo el transporte público del país (autobuses, tranvías y trenes) sea de uso gratuito. El 1 de octubre de 2022, Malta se convirtió en el segundo país del mundo en hacer que su sistema de transporte público sea gratuito para todos los residentes. Alemania está considerando hacer que su sistema de transporte público sea gratuito en respuesta a la amenaza de la Unión Europea de multarlos por sus niveles de contaminación del aire.
El Ayuntamiento de Murcia anunció la gratuidad del transporte público desde el 1 de diciembre de 2023 hasta el 7 de enero de 2024, incluyendo autobuses, tranvía y bicicletas públicas, convirtiendo a Murcia en la primera gran ciudad española que pone en marcha esta medida durante un tiempo tan extenso con el objetivo de fomentar el transporte público durante la Navidad.

## Tipos

### Sistemas en toda la ciudad
Tallin, capital de Estonia con más de 420.000 habitantes, y varias ciudades europeas de tamaño mediano y muchas ciudades más pequeñas de todo el mundo han convertido sus redes de transporte público en pasajes cero. La ciudad de Hasselt en Bélgica es un ejemplo notable: las tarifas se abolieron en 1997 y el número de pasajeros era "13 veces más alto" en 2006.

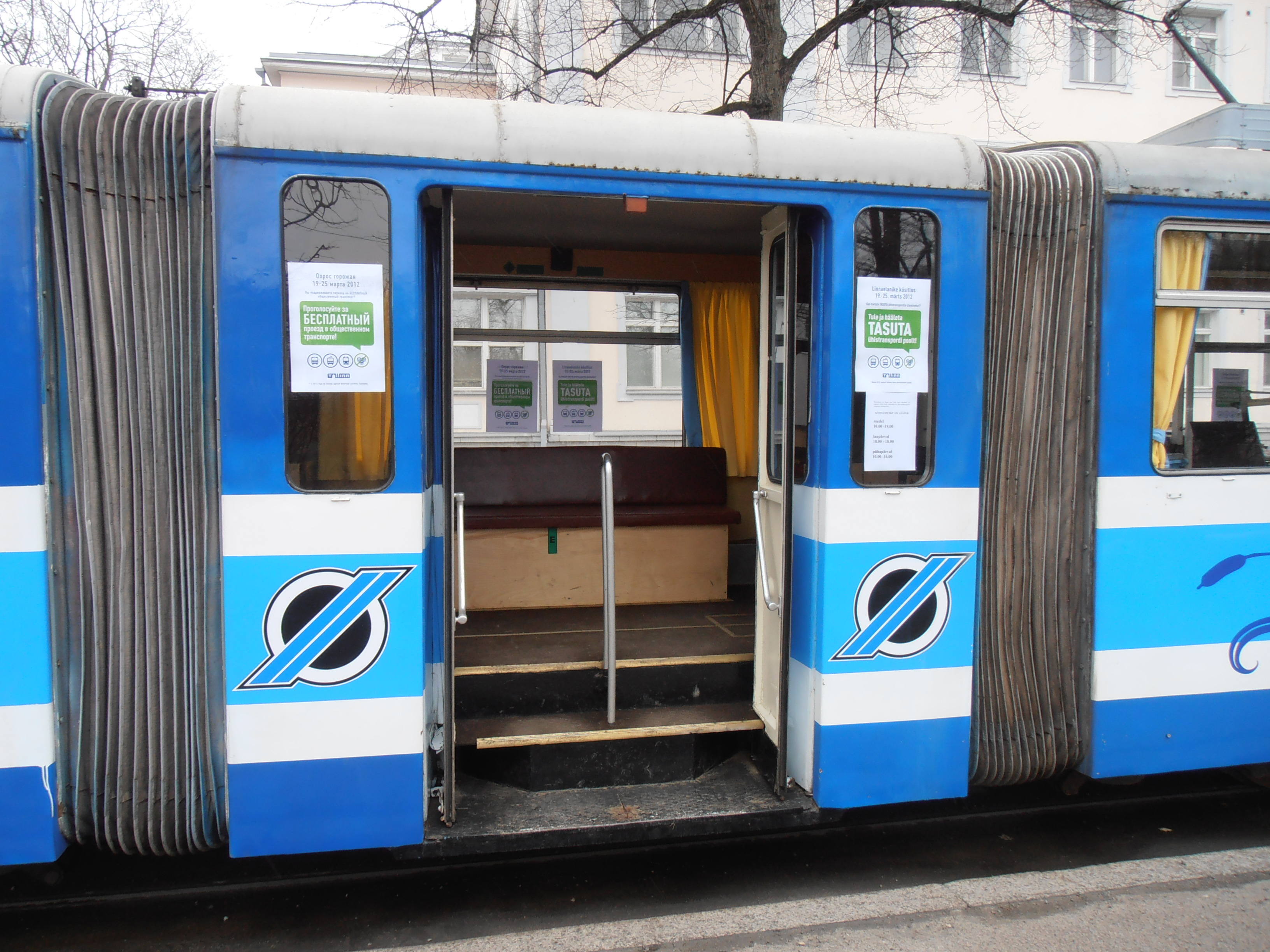
Lugar de votación en el tranvía histórico Gotha G4-61
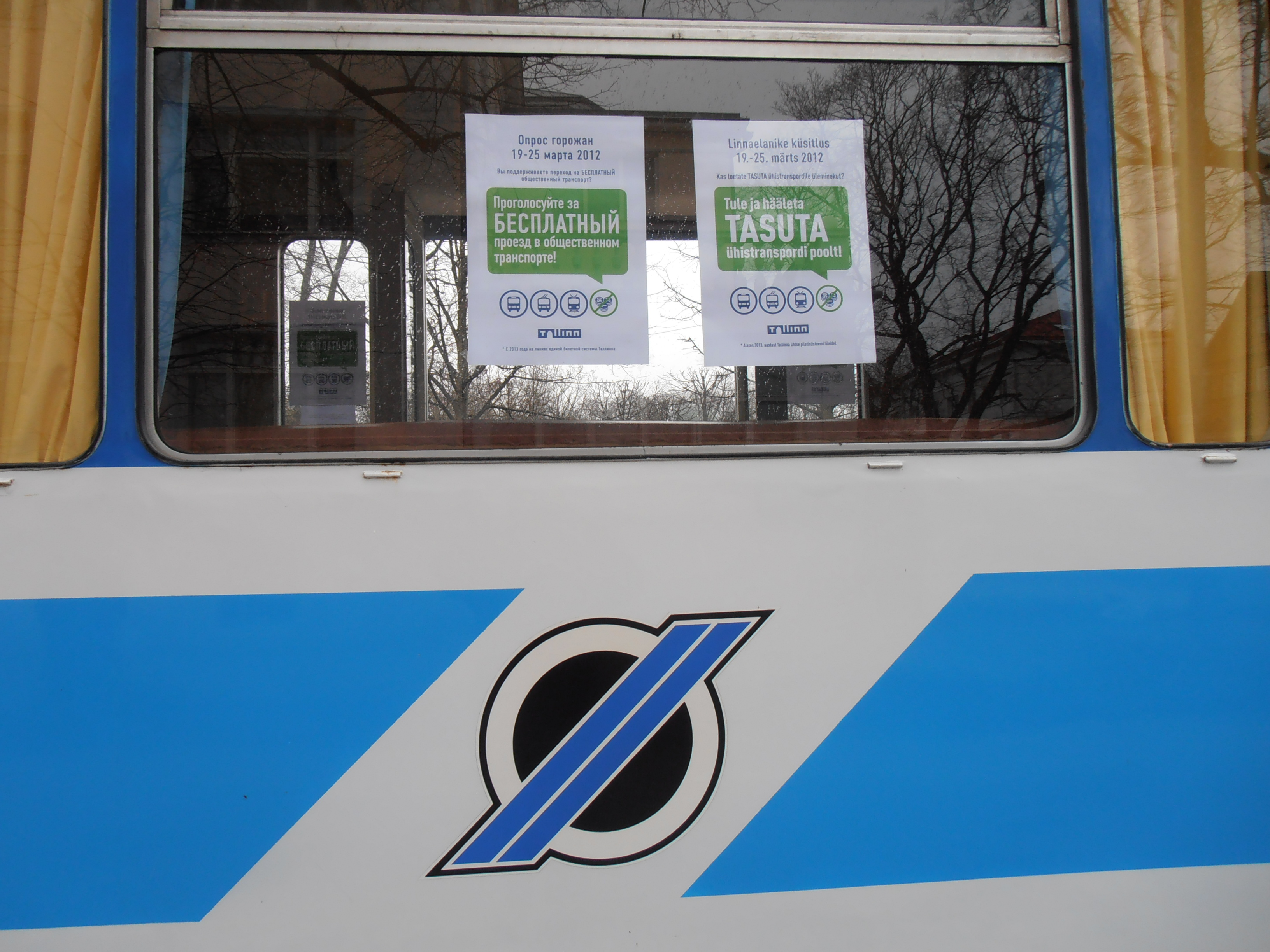
Los residentes de Tallin votan por el transporte público gratuito el 24 de marzo de 2012

### Servicios locales
Los transbordadores locales de tarifa cero o los bucles de ciudades interiores son mucho más comunes que los sistemas de toda la ciudad. A menudo utilizan autobuses o tranvías. Estos pueden ser establecidos por un gobierno de la ciudad para aliviar cuellos de botella o llenar brechas cortas en la red de transporte.
El transporte a precio cero es a menudo operado como parte de los servicios ofrecidos dentro de una instalación pública, como un autobús del campus del hospital o de la universidad o un transbordador inter-terminal del aeropuerto.
Algunos servicios de tarifa cero pueden ser construidos para evitar la necesidad de grandes construcciones de transporte. Las ciudades portuarias donde el envío requeriría puentes muy altos podrían proporcionar transbordadores de tarifa cero en su lugar. Estos son gratuitos en el punto de uso, tal como podría haber sido el uso de un puente. La maquinaria instalada dentro de un edificio o centro comercial puede considerarse como "transporte de tarifa cero": los ascensores, escaleras mecánicas y aceras en movimiento son a menudo proporcionados por los propietarios y financiados mediante la venta de bienes y servicios. Los programas comunitarios de bicicletas, que ofrecen bicicletas gratuitas para un uso público a corto plazo, podrían considerarse transportes de tarifa cero.
Un ejemplo común de transporte de tarifa cero es el transporte de estudiantes, donde los estudiantes que viajan hacia o desde la escuela no necesitan pagar. Un ejemplo notable es el de la Universidad de Wisconsin-Stevens Point, que proporciona gran parte de los fondos para operar el sistema Stevens Point Transit. Todos los estudiantes de la universidad pueden usar cualquiera de las cuatro rutas del campus de la ciudad y las otras cuatro rutas de autobús por toda la ciudad de forma gratuita. La universidad también financia dos rutas de autobús nocturnas para servir al centro de la ciudad de forma gratuita con el objetivo de reducir la conducción bajo los efectos del alcohol.
En algunas regiones el transporte es gratuito debido a que los ingresos son menores que los gastos de la recogida de tarifas ya están parcialmente pagados por el gobierno o la empresa o servicio (por ejemplo BMO camino ferroviario en Moscú, la mayor parte de se utiliza como servicio de transporte y recoger a los pasajeros oficiales) .
Muchos parques de diversiones grandes tendrán tranvías que prestan servicios a grandes estacionamientos o áreas distantes. Disneyland en Anaheim, California, funciona un tranvía de su entrada, a través del estacionamiento, ya través de la calle a su hotel así como la parada de autobús para los autobuses locales del tránsito del condado de Orange y de Los Ángeles. Six Flags Magic Mountain en Valencia, California, ofrece servicio de tranvía a través de su estacionamiento.

## Beneficios

### Beneficios operacionales
Los operadores de transporte pueden beneficiarse de un embarque más rápido y tiempos de permanencia más cortos, lo que permite un horario más rápido de los servicios. Aunque algunos de estos beneficios pueden lograrse de otras maneras, como la venta de boletos fuera del vehículo y los tipos modernos de recolección de tarifas electrónicas, el transporte a precio cero evita los costos de equipo y personal.
La agresión de los pasajeros puede reducirse. En 2008, los conductores de autobuses de Société des Transports Automobiles (STA) en Essonne realizaron huelgas exigiendo el transporte de tarifa cero por este motivo. Afirman que el 90% de la agresión está relacionada con la negativa a pagar la tarifa.

### Beneficios comerciales
Algunos servicios de transporte de tarifa cero son financiados por empresas privadas (como los comerciantes de un centro comercial) con la esperanza de que hacerlo aumentará las ventas u otros ingresos por el aumento del tráfico a pie o la facilidad de viajar. Los empleadores a menudo operan transporte gratuito como un beneficio para sus empleados, o como parte de un acuerdo de mitigación de la congestión con un gobierno local.

### Beneficios comunitarios
El transporte a precio cero puede hacer el sistema más accesible y justo para los residentes de bajos ingresos.[cita requerida] Otros beneficios son los mismos que se atribuyen al transporte público en general:
- El tráfico por carretera puede beneficiarse de una menor congestión y mayores velocidades medias en carretera, un menor número de accidentes de tránsito, un estacionamiento más fácil de encontrar, un mayor ahorro por menor desgaste en las carreteras
- Beneficios medioambientales y de salud pública, incluyendo la reducción de la contaminación atmosférica y la contaminación acústica del tráfico rodado.

### Beneficios globales
Los beneficios globales del transporte de tarifa cero son también los mismos que se atribuyen al transporte público en general. Si se desaconseja el uso de automóviles personales, el transporte público de tarifa cero podría mitigar los problemas del calentamiento global y el agotamiento del petróleo.

## Desventajas
Varios grandes municipios de los Estados Unidos han intentado implementar sistemas de tarifa cero, pero muchos de estos intentos han sido considerados infructuosos por los formuladores de políticas. Un informe del Centro Nacional de Investigación sobre Transporte de 2002 sugiere que, si bien el número de viajeros en tránsito tiende a aumentar, también hay algunas desventajas:
- Un aumento en actos de vandalismo, lo que resulta en un incremento de costes para la seguridad en los vehículos y su mantenimiento.
- Un aumento de uso del transporte público por parte de estudiantes y personas sin hogar, aunque no se pudo determinar si estas personas montaban sin rumbo fijo, sólo para pasar el tiempo; o si se estaba utilizando el transporte para acceder a los servicios necesarios.
- En los grandes sistemas de transporte, importante déficit en los ingresos, a menos que se facilitaran fondos adicionales.
- Lentitud del servicio en general (la falta de tarifas tiene el efecto de acelerar el acceso al transporte, pero la mayor aglomeración tiende a eliminar este beneficio salvo que se añadan más vehículos a la línea).
- Los descensos en el cumplimiento del horario.

Este informe de Estados Unidos sugiere que, mientras que el número de pasajeros no aumenta en general, el objetivo de atraer a los conductores a tomar el transporte en lugar de conducir no necesariamente se cumple: los sistemas de tarifas libres tienden a atraer a un cierto número de "pasajeros problemáticos". Debe tenerse en cuenta que se trataba de un estudio que sólo examinaba las ciudades de los Estados Unidos y que sus conclusiones pueden ser menos aplicables en otros países que tienen mejores redes de seguridad social y menos delincuencia que las grandes ciudades estadounidenses que fueron objeto del estudio.

## Lista de localidades con transporte de tarifa cero en toda la zona
Por el momento, las experiencias de transporte público gratuito atañen particularmente a ciudades pequeñas o ciertas aglomeraciones de municipios, pero países enteros apuestan por proporcionar a sus ciudadanos una red de transporte de tarifa cero para todo el territorio. Desde el 1 de julio de 2018, Estonia ofrece acceso gratuito a toda su red de autobuses. En el año 2020, Luxemburgo se convirtió en el primer país del mundo en ofrecer autobuses, tranvías y trenes totalmente gratuitos a toda la población. Anteriormente, el 1 de julio de 2018, el Gran Ducado de Luxemburgo ya había puesto en marcha la gratuidad de los transportes para todos los menores de veinte años. La nueva propuesta permite que los 640 000 habitantes del país, así como a los turistas y extranjeros visitantes y los más de 200 000 trabajadores transfronterizos que acuden cada día a trabajar a Luxemburgo, puedan emplear los buses, tranvías y trenes para desplazarse. A continuación, se citan aquellas primeras ciudades y localidades en instaurar un transporte de tarifa cero en toda la zona, aunque no es una lista exhaustiva. Para la lista completa, véase Anexo:Localidades con transporte público gratuito.

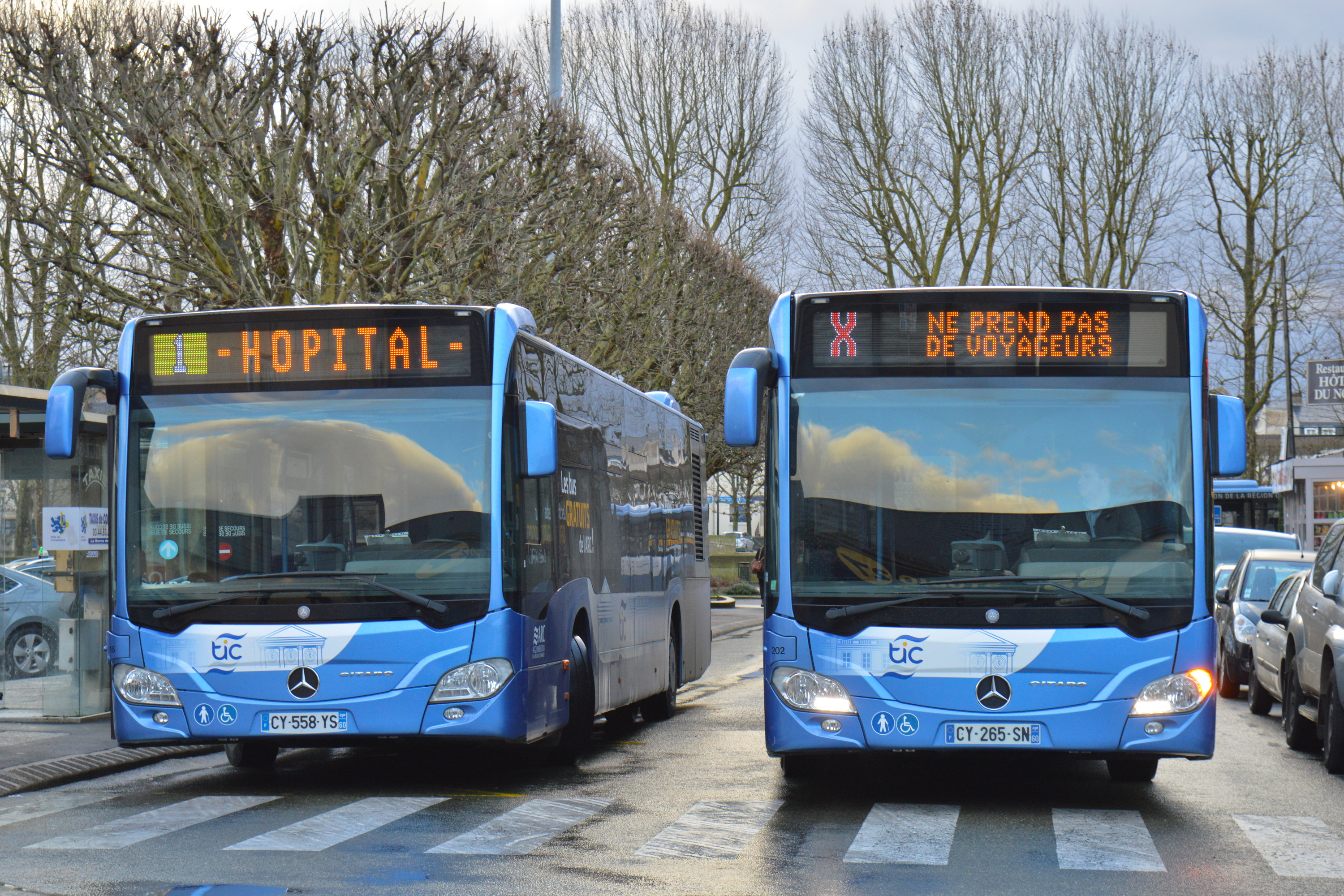
Dos autobuses en la ciudad francesa de Compiègne, una de las primeras ciudades en instaurar un transporte de tarifa cero.

| Ciudad                           | País           | Población | Año inicio | Año fin  | Ref.   |
| -------------------------------- | -------------- | --------- | ---------- | -------- | ------ |
| Commerce, California             | Estados Unidos | 12 568    | 1962       | En vigor | [ 12 ] |
| Colomiers, Occitania             | Francia        | 35 784    | 1971       | 2016     | [ 13 ] |
| Compiègne, Alta Francia          | Francia        | 74 064    | 1975       | En vigor | [ 14 ] |
| Portland, Oregón                 | Estados Unidos | 583 776   | 1975       | 2012     | [ 15 ] |
| Boone, Carolina del Norte        | Estados Unidos | 17 122    | 1981       | En vigor | [ 16 ] |
| Walla Walla, Washington          | Estados Unidos | 34 060    | 1981       | En vigor | [ 17 ] |
| Condado de Island, Washington    | Estados Unidos | 81 054    | 1987       | En vigor | [ 18 ] |
| Issoudun, Centro-Valle del Loira | Francia        | 11 314    | 1989       | En vigor | [ 19 ] |
| Miass, Cheliábinsk               | Rusia          | 151 751   | 1991       | 2002     | [ 20 ] |
| Canberra, ACT                    | Australia      | 288 195   | 1991       | 1998     | [ 21 ] |

## Percepción y análisis
El transporte público gratuito crea la percepción de un servicio sin costo, al igual que los conductores de automóviles comúnmente perciben que no cuesta decidir tomar su coche en alguna parte. La captura del sistema basado en el coche es que el viaje en coche no es de hecho libre, pero en general se percibe como tal.
Asimismo, esta percepción de libertad es importante para el transporte público, que es mucho más eficiente desde el punto de vista medioambiental y de los recursos que el viaje en automóvil, lo que significa que en este caso el acceso total al sistema no debe ser totalmente "gratuito" para sus usuarios. Una perspectiva financiera se convierte en (a) en el frente y (b) asequible. El hecho invariable de la vida de la prestación de cualquier servicio público es que el dinero para hacerlo debe venir de algún lugar - y del transporte público "libre" que una vez que el usuario ha entrado en algún tipo de "contrato" con su ciudad - por ejemplo Un pase de tránsito mensual o anual que abre el sistema público a un uso ilimitado para aquellos que pagan por él. Ahora, cómo pagan y cuánto formarán parte del paquete político/económico general ("contrato") de su comunidad. En las ciudades que ofrecen tales pases -como es el caso de la mayoría de las ciudades francesas que desde mediados de los setenta han tenido su propia carta naranja- el resto de los fondos necesarios para pagar estos servicios proviene de otras fuentes Principalmente en este caso de los empleadores, el gobierno local).
Los grupos de defensa de la justicia social, como la red sueca Planka.nu, consideran el transporte público cero como un esfuerzo en la redistribución de la riqueza. También se argumenta que el transporte hacia y desde el trabajo es una parte necesaria de la jornada de trabajo, y es esencial para el empleador en la gestión de las horas de trabajo. Por lo tanto, se argumenta que la financiación del transporte público debe recaer en los empleadores y no en los ciudadanos.